# Škare
Pour les articles homonymes, voir Skare.
Škare est une localité croate de la municipalité d'Otočac, dans le comitat de Lika-Senj. Au recensement de 2001, la localité comptait 12 habitants. Selon le recensement de 2011, elle comptait 36 habitants.

## Personnalité
Le peintre Stojan Aralica (1883-1980) est né à Škare.